# Jean de Selys Longchamps
Jean Michel Paul M.G. de Selys Longchamps, född 31 maj 1912, död 16 augusti 1943, var en belgisk baron och stridspilot (under andra världskriget). Han är mest ihågkommen för en soloräd mot Gestapos högkvarter i det ockuperade Bryssel. På platsen för räden finns numera en byst och en minnesplakett.

## Biografi

### Bakgrund
Jean de Selys Longchamps föddes 1912 i Bryssel. Anfadern Michel de Selys, borgmästare i Liège, adlades 1656 av den tysk-romerske kejsaren Ferdinand III. Därefter har flera medlemmar av släkten varit ledamöter av Belgiens senat. Edmond de Sélys Longchamps (1813–1900, farfarsfar till Jean) räknades som sin tids största vetenskapliga auktoritet på trollsländor.

de Selys Longchamps släktvapen.

I början av andra världskriget var de Selys Longchamps belgisk kavalleriofficer (reservofficer av löjtnants grad vid 1:a jägarregementet) inom den belgiska armén. Efter Tysklands invasion av Belgien 1940 lyckades han tillsammans med den brittiska expeditionskåren fly ut ur landet via räddningsaktionen vid Dunkerque.
Han återvände därefter till Frankrike, som fortfarande kämpade mot de avancerande tyska styrkorna, och försökte återigen ta tjänst i de allierades styrkor. Vid den franska kapitulationen i juni lyckades han undkomma, och via Marseille och Gibraltar tog han sig till Marocko. Hans tanke var att där sammanstråla med andra belgiska piloter och sedan kunna återuppta de allierades kamp. I Marocko arresterades han dock av Vichyregimen och återfördes till Frankrike, där han via Marseille hamnade i ett krigsfångeläger nära Montpellier. de Selys Longchamps lyckades dock rymma ur lägret och tog sig över Pyreneerna till det neutrala Spanien. Det dröjde sedan inte länge innan han stod på engelsk mark igen.
Efter att de Selys Longchamps tagit sig till Storbritannien en andra gång ansökte han till och accepterades som pilot för Royal Air Force. Efter flygutbildning  placerades han vid den 609:e flygskvadronen, där han hamnade vid spakarna på Hawker Typhoon-plan.

### Soloräden
de Selys Longchamps är bäst ihågkommen för en soloräd den 20 januari 1943. Denna genomfördes mot tyska hemliga polisens, Gestapos, högkvarter – Die Kommandatur – i det ockuperade Bryssel, där man inkvarterat sig i ett nybyggt 12-vånings lägenhetskomplex på adress 453 Avenue Louise, strax sydöst om centrum. (läge: 50°49′4.37″N 4°22′15.63″Ö / 50.8178806°N 4.3710083°Ö)

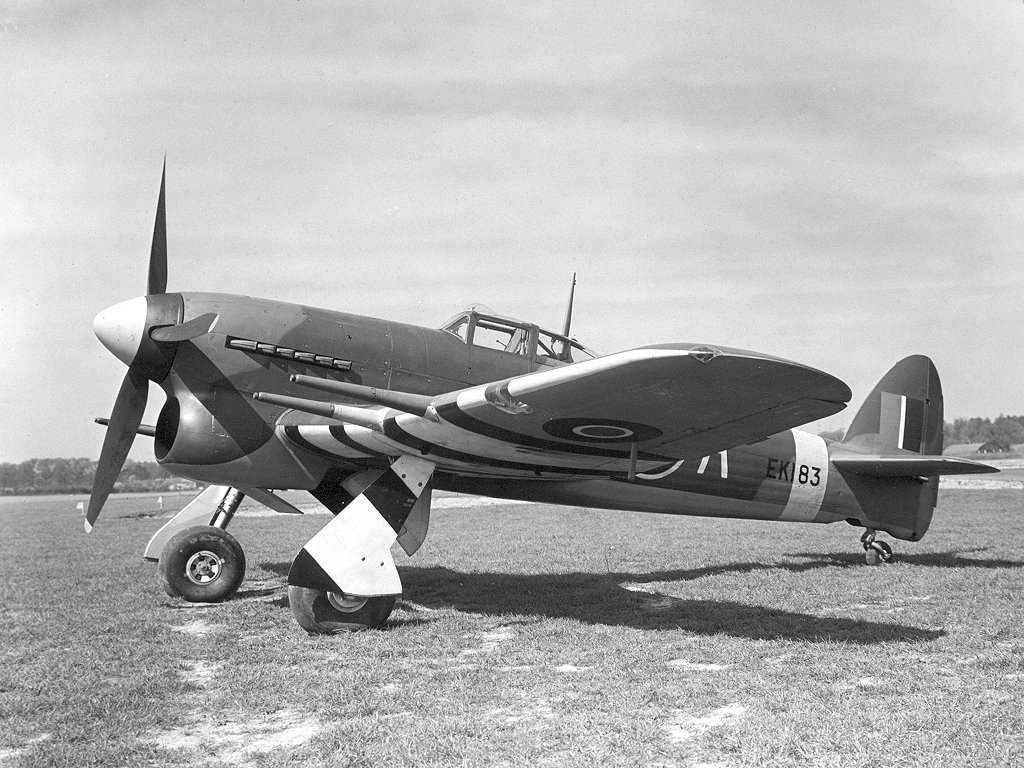
de Selys Longchamps Hawker Typhoon var bland annat försedd med fyra 20 mm Hispano-Suiza automatkanoner.

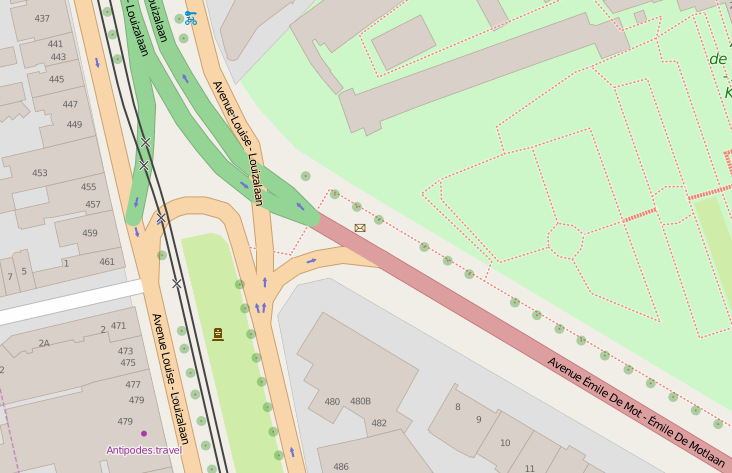
RAF-piloten flög in mot Gestapos högkvarter (#453 i vänster bildkant) längs med Avenue Émile De Mot (i rött).

Den här onsdagsmorgonen i januari hade de Selys Longchamps redan deltagit i ett bombuppdrag mot en rangerbangård i trakten av Gent, då han utan tillstånd avvek från formationen. Han flög därefter in lågt över Bryssel för att undvika det tyska luftvärnet.
Den belgiske RAF-piloten hade redan tidigare noterat att Gestapos högkvarter låg i förlängningen av Avenue Émile De Mot, vilket gav möjlighet till en rak inflygning mot målet. Så han lade ner sin Typhoon på låg höjd och riktade in sina fyra 20-millimeters automatkanoner mot höghuset i fonden. Under inflygningen steg han successivt med planet, så att han med sin kanoneld träffade alla de tolv våningarna – inklusive de kontorsrum som på varje våning användes av de olika Gestapoavdelningarna. Som avslutning sköt han luftvärnsbatteriet på byggnadens tak i småbitar. Selys Longchamps sägs också ha kastat ut två små flaggor – en belgisk och en brittisk – ur sitt öppna kabinfönster. En timme senare landade han på brittisk mark.
Det tog flera dagar för Gestapo att ur spillrorna gräva fram döda och skadade medarbetare. Vissa rapporter säger att 30 människor ur Gestapos personal dödades vid räden, andra att antalet döda var fyra (inklusive Gestapo-chefen Muller). Under flera dagars tid passerade mängder av nyfikna Brysselbor platsen, där de från behörigt avstånd på den motsatta trottoaren kunde beskåda förödelsen. Som av ett under träffade kanonelden ingen av de angränsande byggnaderna.
Vid sin hemkomst till basen blev de Selys Longchamps, för sin ohörsamhets skull, degraderad till den lägsta officersgraden. Samtidigt fick han motta utmärkelsen Distinguished Flying Cross.

### Död
Jean de Selys Longchamps dog ett halvår efter räden. 16 augusti 1943 omkom han när hans flygplan havererade vid inflygning till basen vid Manston efter ett uppdrag över Oostende. de Selys Longchamps ligger begravd i Minster-in-Thanet i Kent öster om London.

## Eftermäle och i kulturen

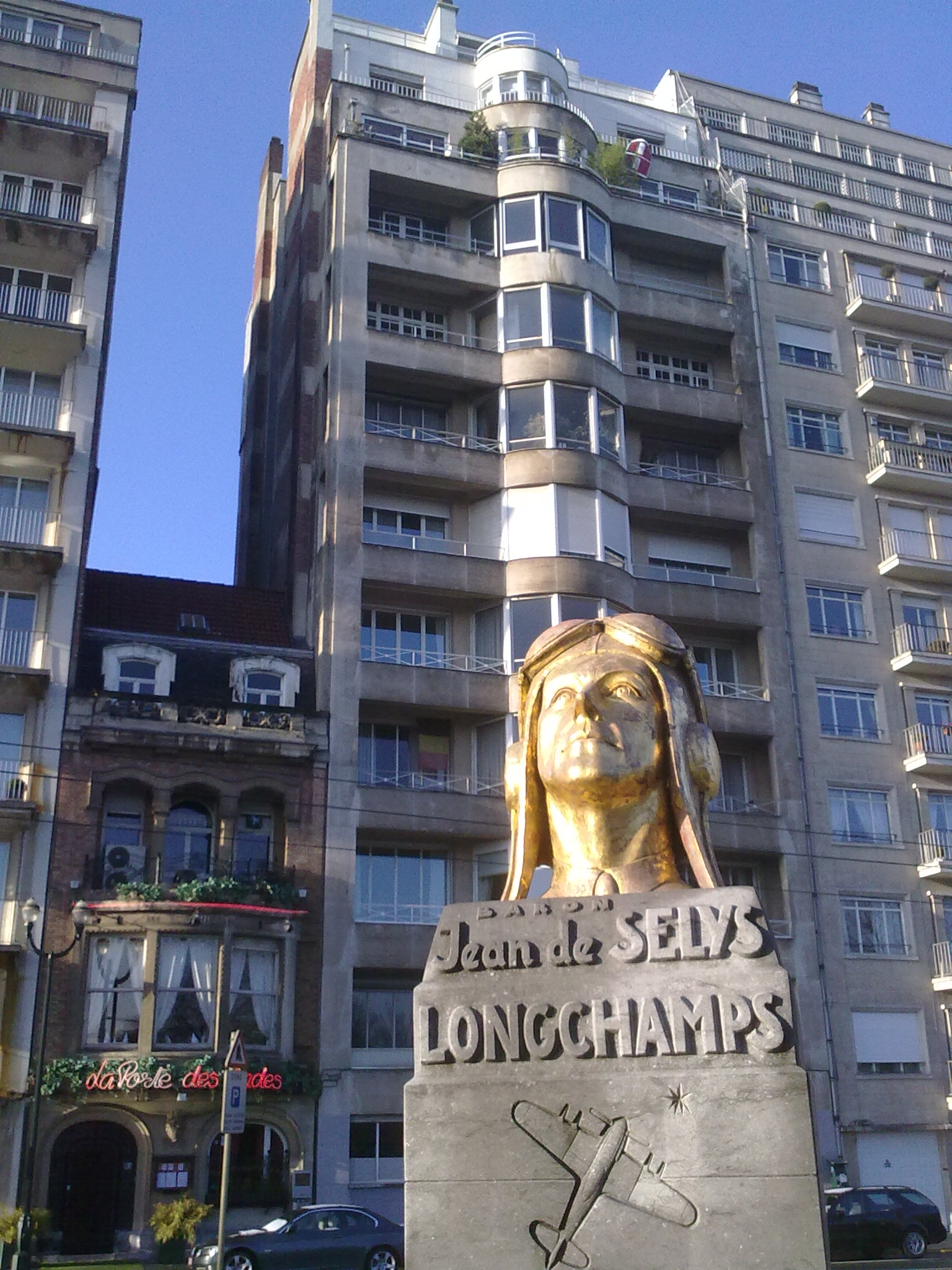
Monument till Jean de Selys Longchamps minne på Avenue Louise i Bryssel, framför den byggnad han på egen hand attackerade 1943.

1993, på 50-årsdagen av de Selys Longchamps soloräd, restes ett monument utanför 453 Avenue Louise. Huset inrymmer fortfarande lägenheter och går numera under namnet Résidence Belvédère. Minnesmärket består av en gyllene byst av stridspiloten samt en minnesplakett där texten på plaketten lyder i svensk översättning:
| ”                     | I fullt dagsljus, den 20 januari 1943, drabbades detta Gestapos tillhåll under andra världskriget av den hämnande kanonelden från planet hos kapten baron Jean-Michel de Selys Longchamps från 1:a jägarregementet, flygofficer i Royal Air Force. | „ |
| – Minnesplakett, 1993 | |   |

2009 gjorde de Selys Longchamps ett kort inhopp som seriefigur. Det var serieskaparna Yann och Olivier Schwartz som i sin Spirou-relaterade albumhistoria Le Groom vert-de-gris (2015 översatt till svenska under titeln Operation Fladdermus) placerade Spirou och Nicke mitt i andra världskrigets Bryssel och kompletterade berättelsen med sidofigurer ur både serievärlden och den belgiska 1900-talshistorien. I albumet ikläder sig kapten Blake från serien Blake och Mortimer rollen som de Selys Longchamps överordnade, den som förgäves försöker förmå belgaren att avstå från sin riskfyllda soloaktion. I sin berättelse har serieskaparna flyttat Gestapos överkommendant i Paris, Helmut Knochen, till systerkontoret i Bryssel. Till sin hjälp har han där inte fått verklighetens Muller utan istället "Doktor Müller" från serien Tintin (Den svarta ön, Koks i lasten och Det svarta guldet).
Våren 2015 publicerades första albumet av två i serien Typhoon på det franska förlaget Paquet. Berättelsen, författad och tecknad av Christophe Gibelin, kretsar helt och hållet kring de Selys Longchamps och hans tid i RAF.
16 augusti 2013 var det 70 år sedan Jean de Selys Longchamps dödsdag. Den dagen ägde en stor minnesceremoni rum vid hans gravplats i Minster-in-Thanet med deltagande av Royal British Legion.